# Computron 22
Computron 22 es una película italiana de ciencia ficción estrenada en 1988, dirigida por Giuliano Carnimeo y protagonizada en el papel principal por Lolo García.

## Sinopsis
Luca es un niño de once años que vive con su abuelo en una mansión en Roma. Mientras investiga con su ordenador portátil, al  que llama Toto, se entera de que su madre, de la que pensó que estaba muerta, está viva en Argentina. A pesar de los intentos de su abuelo por contenerlo, logra viajar a Argentina para reunirse con ella. En el acto, descubre que su madre está gravemente enferma y que el tratamiento médico para curarla es prohibitivamente caro.

## Reparto
- Lolo García como Luca
- Fiorenza Marchegiani como Consuelo
- Gabriele Ferzetti como El abuelo
- Benedetto Casillo
- Carla Monti como Maria
- Stefano Park
- Luigina Rocchi como Nada
- Gerardo Scala
- Luigi Uzzo
- Fausto Di Bella
- Lucia Bastianini
- Giulio Massimini
- Sandra Mantegna
- Annamaria Cazzato